# Barbaque
Pour plus de détails, voir Fiche technique et Distribution.
Barbaque est un film français réalisé par Fabrice Éboué et sorti en 2021.
Le film suit Sophie et Vincent Pascal qui tiennent une petite boucherie dans le centre-ville de Melun. Sophie tient la caisse alors que son mari découpe la viande mais leur commerce ne fonctionne plus aussi bien qu'avant, tout comme leur couple. C'est alors que des militants véganes attaquent et saccagent la boutique. Quelques jours après, en rentrant d'un déjeuner chez un couple d'amis de Sophie, Vincent reconnait l'un des agresseurs qu'il tue. Il se demande alors ce qu'ils vont faire de son corps.
Il est présenté en avant-première en ouverture de L'Étrange Festival 2021.

## Synopsis
À Melun, Vincent Pascal (Fabrice Éboué) tient une boucherie de quartier avec son épouse, Sophie (Marina Foïs). La boutique ne fonctionne plus très bien, leur vie de couple également. Un jour, des militants véganes prennent leur commerce pour cible et fracassent les vitrines. Vincent réussit à enlever le masque de l'un d'eux qui prend la fuite. Quelques jours plus tard, le couple se rend chez leurs amis vantards, Stéphanie et Marc, qui tiennent une chaîne de boucheries industrielles. À cette occasion, Marc offre un fusil de chasse à Vincent. Sur le chemin du retour, Sophie avoue à son mari qu'elle souhaite qu'ils se séparent. Soudain, Vincent s'arrête en voyant sur la route l'activiste qu'il avait démasqué. Voulant lui casser la figure, Vincent l'écrase par inadvertance. Ne sachant que faire du corps, ils décident de le ramener à la boucherie.
Spectatrice attentive de l'émission télévisée traitant des affaires criminelles Faites entrer l'accusé, présentée par Christophe Hondelatte, Sophie suggère à Vincent de faire disparaître le corps. Vincent décide de découper le militant et de jeter les morceaux avec la viande avariée. Le lendemain, Vincent découvre que Sophie a vendu ce « jambon » par erreur, mais que ses clients adorent le produit. Le soir, Vincent goûte son « porc d'Iran » qu'il trouve excellent. Sophie, qui en a également mangé, lui suggère de recommencer, car cela pourrait sauver leur boutique. Vincent hésite, mais la rencontre avec leur gendre végan, Lucas, le fait revenir sur sa décision. Après une première tentative de meurtre ratée, Vincent et Sophie se font passer pour des militants de la cause animale sur les marchés pour attirer leur proie. Le jour même, ils rencontrent un activiste, mais ne peuvent le tuer, car l'homme arrive avec d'autres personnes sur le lieu du rendez-vous. Dans la camionnette, le couple prétexte être fleuristes pour éviter d'attirer l'attention. Vincent participe au saccage de l'une des boucheries de Marc, qu'il ne peut plus supporter, mais Sophie reste en retrait. À nouveaux seuls dans un restaurant, Vincent et Sophie se disputent pour cette nouvelle occasion avortée. Sophie ramène alors le serveur végan du restaurant chez eux que Vincent, fou de rage, tue quand il le surprend nu dans leur salon (ce dernier pensait que Sophie voulait coucher avec lui). Bientôt, de nombreux végans disparaissent et la boucherie connait un succès croissant grâce au « porc d'Iran ». Ces meurtres et le cannibalisme permettent également au couple de se rapprocher.
Une nuit, leur gibier, un jeune homme nommé Winnie, fait un arrêt cardiaque avant d'être abattu. Le lendemain, le couple se rend chez Stéphanie et Marc à qui ils le servent. Marc tombe sur le pacemaker de Winnie et une dispute éclate lorsque Vincent commence à leur dire leurs quatre vérités. Vincent arrache alors l'oreille de Marc qu'il recrache, mais comprend que lui et Sophie ont pris goût à la chair humaine. N'ayant jamais voulu tuer ni femme ni enfant, car trop immoral pour lui, Vincent en tue finalement une. Le comble de l'horreur est atteint quand Vincent sauve de justesse Lucas qui était venu s'excuser de son attitude envers eux sur un marché végan quelques heures auparavant. Vincent décide donc de tout arrêter au grand dam de ses clients qui veulent toujours plus de « porc d'Iran ». Fâché, Vincent décide de sortir promener leur chien. Sophie se retrouve seule, nez à nez, avec les activistes avec qui ils ont attaqué la boucherie de Marc qui ont découvert leur véritable profession et les pousse à la séquestrer puis tenter de la tuer. De retour de sa promenade, Vincent les attaque, mais est blessé et Sophie tue le dernier agresseur.
Dans un épisode de Faites entrer l'accusé consacré à Vincent et Sophie, Christophe Hondelatte interroge Stéphanie et Marc comme témoin de cette affaire. Ils déclarent qu'ils avaient alerté la police du comportement étrange de leurs amis. Lors du procès de Vincent et Sophie, le juge leur demande s'ils ont des regrets. Sophie répond : Winnie. Vincent porte un T-shirt vert de la marque Umbro, clin d'œil au tueur en série Guy George, qui arborait le même au cours de son procès.

## Fiche technique
Sauf indication contraire, les informations mentionnées dans cette section peuvent être confirmées par la base de données cinématographiques IMDb,  présente dans la section « Liens externes ».
- Titre original : Barbaque
- Réalisation : Fabrice Éboué
- Scénario : Fabrice Éboué et Vincent Solignac
- Musique : Guillaume Roussel
- Photographie : Thomas Brémond
- Montage : Alice Plantin
- Effets spéciaux de maquillage : Jean-Christophe Spadaccini
- Production : Julien Deris, David Gauquié, Jean-Luc Ormières

Coproducteur : Fabrice Éboué
Producteur délégué : François-Xavier Decraene
- Sociétés de production : Cinéfrance Studios ; coproduit par Apollo Films, Chez Felix et TF1 Studio
- Société de distribution : Apollo Films (France)
- Budget : n/a
- Pays de production :  France
- Langue originale : français
- Format : couleur
- Genre : comédie horrifique
- Durée : 87 minutes
- Dates de sortie[1] :
  - France : 8 septembre 2021 (L'Étrange Festival 2021 - film d'ouverture[2])
  - France : 27 octobre 2021
- Film interdit aux moins de 12 ans lors de sa sortie en salles et aux moins de 16 ans à la télévision en France

## Distribution
- Fabrice Éboué : Vincent Pascal
- Marina Foïs : Sophie Pascal
- Lisa Do Couto Teixeira : Chloé Pascal
- Virginie Hocq : Stéphanie Brachard
- Jean-François Cayrey : Marc Brachard
- Victor Meutelet : Lucas
- Stéphane Soo Mongo : N'Tamack
- Colette Sodoyez : Madame Coignard
- Roby Schinasi : Alexandre
- Tom Pezier : Winnie
- Nicolas Lumbreras : Joshua
- Alexia Chardard : Héméra
- Franck Migeon : Camille
- Christophe Hondelatte : lui-même, animant l'émission Faites entrer l’accusé

## Production

### Tournage
Le tournage commence en août 2020 et se déroule à Paris (notamment dans le 12e arrondissement) et Le Havre,. Des scènes sont tournées dans le centre commercial de Gonfreville-l'Orcher en Seine-Maritime.
La boucherie utilisée pour le tournage est la boucherie Danton au Havre. Une scène est également tournée devant les Halles centrales.

## Accueil

### Promotion
Un teaser, dévoilé en septembre 2021, met en scène Christophe Hondelatte dans une émission rappelant Faites entrer l'accusé.

### Critique
Lors de sa présentation en ouverture de L'Étrange Festival 2021, Mathieu Jaborska du site Écran large publie une critique mitigée du film : « Très très influencé par C'est arrivé près de chez vous (référence assumée par le réalisateur avant la projection), au point de le citer respectueusement par instants, Fabrice Éboué tente d'en répliquer l'insolence et déborde régulièrement de son sujet pour provoquer, non sans artificialité, un peu tout le monde. Quasiment tous sont de profonds crétins, soit d'immenses salopards, et ses personnages se répandent en agressions verbales et physiques. Sauf que sans la force de frappe parodique, l'esthétique poisseuse (on reste dans des standards très télévisuels) et la mélancolie qui hantent le classique belge, Barbaque ressemble souvent à une sorte d'hybride tapageur voué à choquer trois twittos et demi. »
Jean-Christophe Buisson du Figaro Magazine salue, lui, « une farce immorale qui fera grincer beaucoup de dents et s'esclaffer tous ceux encore capables de différencier fiction et réalité ».

### Box-office
| #           | Date                             | Nombre d'entrées |
| ----------- | -------------------------------- | ---------------- |
| 1re semaine | 27 octobre au 3 novembre 2021    | 126 252          |
| 2e semaine  | 3 au 10 novembre 2021            | 59 617           |
| 3e semaine  | 10 au 17 novembre 2021           | 36 657           |
| 4e semaine  | 17 au 24 novembre 2021           | 12 117           |
| 5e semaine  | 24 novembre au 1er décembre 2021 | 4 768            |
| 6e semaine  | 1er au 8 décembre 2021           | 253              |
| 7e semaine  | 8 au 15 décembre 2021            | 78               |
| Total       | 239 742 entrées                  | 239 742 entrées  |